# Widerstandsgruppe Kirchl-Trauttmansdorff

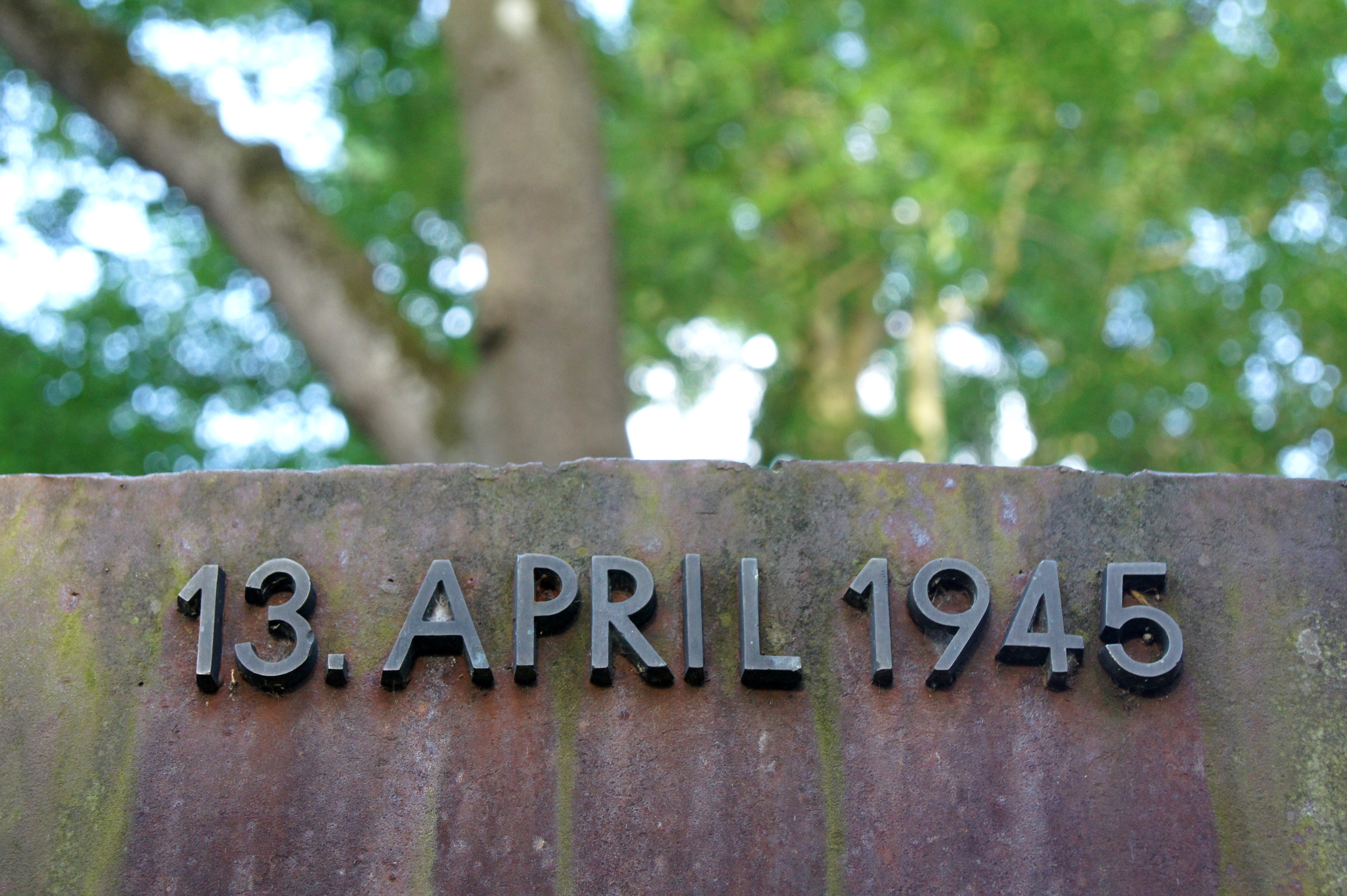
Datum der Ermordung am Mahnmal im Hammerpark, St. Pölten

Die Widerstandsgruppe Kirchl-Trauttmansdorff war eine aus Polizeibediensteten, Arbeitern, Bauern und Gutsbesitzern bestehende Widerstandsgruppe gegen den Nationalsozialismus in St. Pölten. Um Personen- und Gebäudeschäden bei der Einnahme der Stadt zu vermeiden, versuchte die 1945 gegründete Gruppe das St. Pöltner Stadtgebiet kampflos an die anrückende Rote Armee zu übergeben. Die Gruppe wurde im April 1945 verraten, 13 führende Mitglieder verhaftet, standrechtlich zum Tode verurteilt und am gleichen Tag erschossen.

## Die Widerstandsgruppe
Die erst im Frühjahr 1945 entstandene Gruppe bestand aus etwa 400 Mitgliedern. Die meisten davon waren Bauern und Arbeiter der Glanzstoff-Fabrik, auch folgten zahlreiche Beamte der Ordnungspolizei der Gruppe. Im Gegensatz zu den meisten anderen Widerstandsgruppen dieser Zeit rekrutierten sich die Mitglieder aus allen politischen Lagern. Hauptorganisatoren waren der Stellvertretende Stadtpolizeidirektor Otto Kirchl sowie Josef Trauttmansdorff-Weinsberg, Besitzer des Schlosses Pottenbrunn.
Die Gruppierung plante die gewaltfreie Übergabe der Stadt an die sich der Stadt nähernde Rote Armee. Dazu planten sie die Gestapo zu entwaffnen, deren Mitglieder festzuhalten und den Sowjets zu übergeben.

## Verhaftung und Hinrichtung

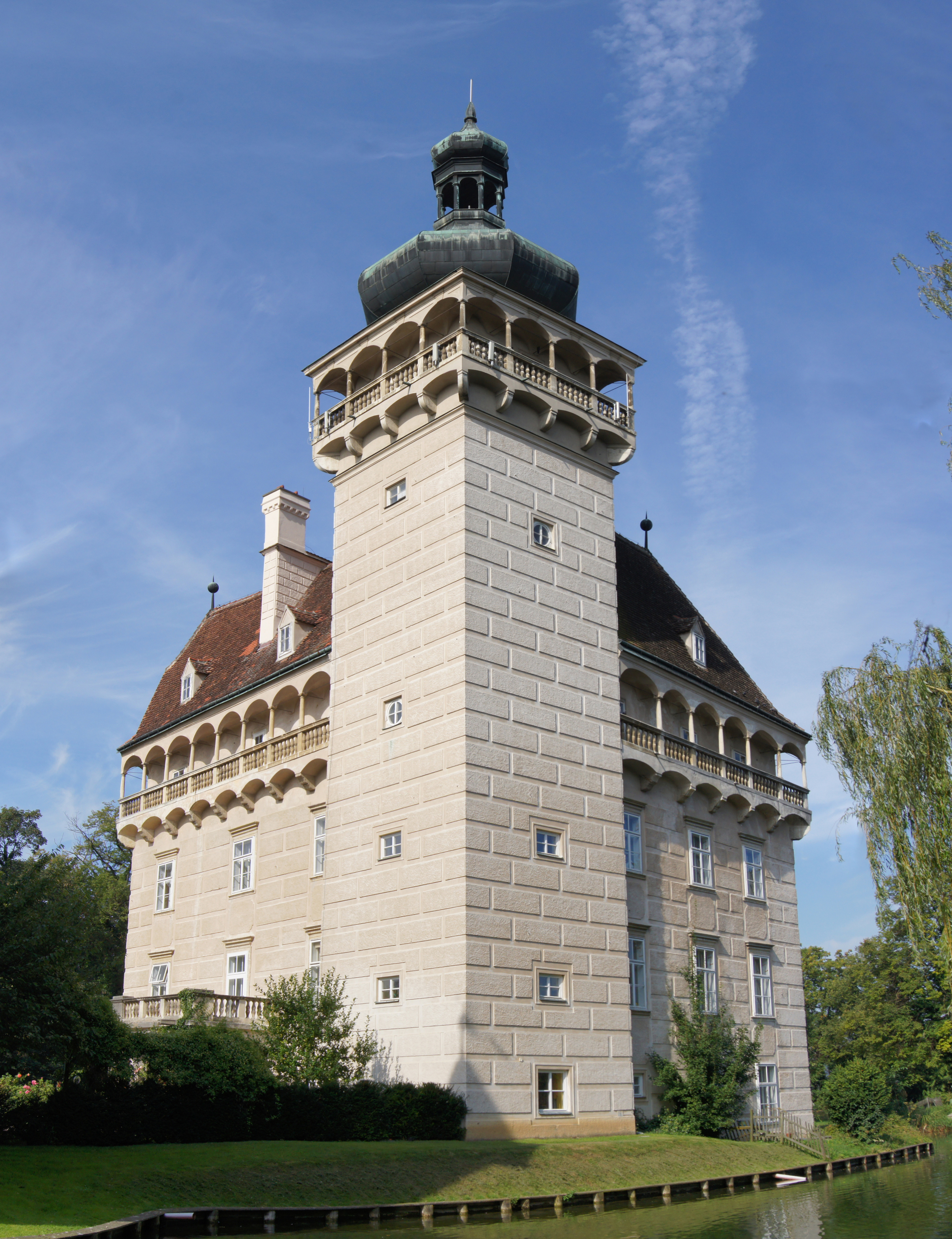
Schloss Pottenbrunn

Am 7. April 1945 belauschte der Gestapospitzel Franz Brandtner (Deckname „Adam“) ein Gespräch von drei Angehörigen der Gruppe und meldete das Gehörte an den Leiter der St. Pöltner Gestapostelle Johann Reichel. In den nächsten Tagen wurden nach weiteren Nachforschungen insgesamt 14 Personen verhaftet. Viele von ihnen kamen bei einer Besprechung im Schloss Pottenbrunn in Gefangenschaft. Reichel ließ am 11. April das Schloss von SS-Truppen umstellen und alle darin befindlichen Personen verhaften. Die Verhafteten waren:
- Otto Kirchl (* 1902 in Wien), stellvertretender Stadtpolizeidirektor
- Hedwig Kirchl, dessen Gattin
- Josef Trauttmansdorff-Weinsberg (* 1894 auf Schloss Fridau), Gutsbesitzer in Pottenbrunn
- Helene (Ellie) Trauttmansdorff-Weinsberg (* 1908 in London, Nichte von Constantin Freiherr Economo von San Serff), dessen Gattin
- Johann Schuster, Polizeioberleutnant
- Anton Klarl, Drehergehilfe in der Glanzstoff-Fabrik
- Marie (auch Maria) Klarl, dessen Gattin
- Johann Dürauer (* 1897 in Karlstetten), Polizeimeister
- Josef Heidmeyer (* 1902 in Wien), Polizeimeister
- Felix Faux (* 1912 in St. Pölten), Polizeiassistent
- Johann Klapper (* 1903 in Brandeben), Polizeiverwaltungsbeamter
- Josef Böhm, Landwirt
- Konrad Gerstl, Landwirt (wurde als 14. erst am 13. April festgenommen und später am selben Tag erschossen)
- Josef Koller, Landwirt (er wurde als einziger freigesprochen und freigelassen)

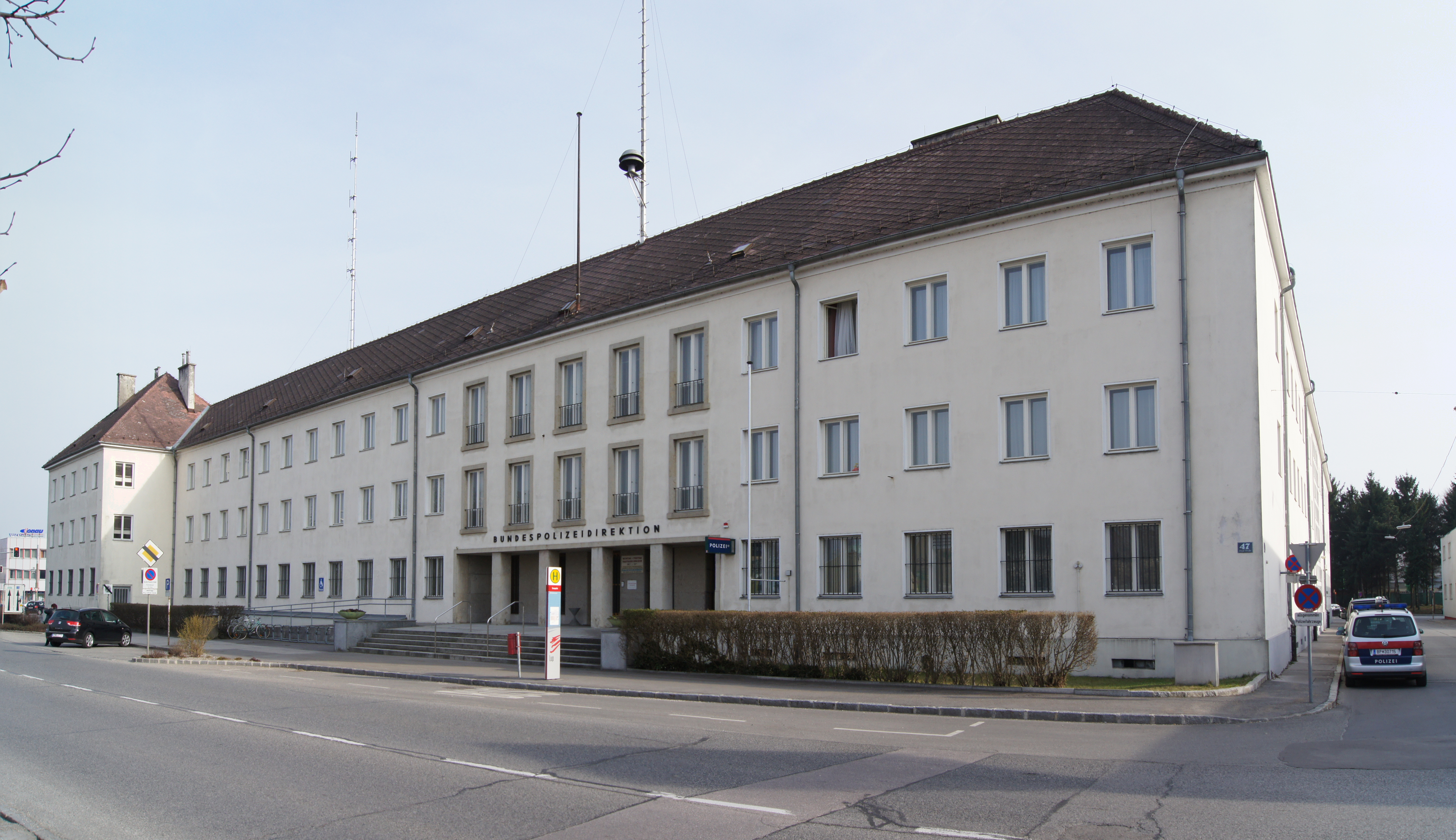
Der Ort der „Verhöre“ mit Folterung: die heutige Bundespolizeidirektion

Die Gefangenen wurden vor Ort verhört, bevor sie in die Polizeizentrale nach St. Pölten gebracht wurden. Dort wurden die brutalen Verhöre weitergeführt, die Gefangenen wurden gefoltert, um weitere Verschwörer auszuforschen und Geständnisse zu erzwingen. So wurden Dr. Kirchl beide Arme gebrochen, anderen wurden Finger gebrochen. Johann Schuster erhängte sich in seiner Zelle.
In der Früh des 13. April fand eine standrechtliche Verhandlung vor einem fünfköpfigen Standgericht statt, bis auf Josef Koller wurden alle Angeklagten nach kurzer Verhandlung zum Tode verurteilt. Das Massengrab im Hammerpark war zu Beginn der Verhandlung schon ausgehoben. Unmittelbar nach der Verhandlung wurden die Verurteilten, in Ketten gelegt und begleitet von etwa zehn Gestapoangehörigen, zum heutigen Hammerpark gebracht. Die dort wartenden zwölf SS-Angehörigen zwangen die Polizeiangehörigen, vermutlich um die Uniform nicht zu „entehren“, ihre Oberbekleidung umzudrehen. Danach wurden sie in drei Gruppen durch jeweils mehrere Genickschüsse ermordet, ihrer mitgeführten Wertsachen beraubt und im vorbereiteten Massengrab verscharrt. Konrad Gerstl wurde kurz darauf festgenommen und an derselben Stelle erschossen. Noch am selben Tag erreichten die ersten sowjetischen Panzer Pottenbrunn, am 15. April war die Stadt von der Roten Armee eingenommen.
Die Leichname der Ermordeten wurden später exhumiert und den Familien zur geregelten Bestattung übergeben, einige der Opfer wurden in einem Ehrengrab am Hauptfriedhof St. Pölten mit anderen Freiheitskämpfern beigesetzt.

## Verfahren gegen das Standgericht
1948 wurde gegen den Richter Viktor Reindl, den Staatsanwalt Johann Karl Stich und den Beisitzer des Standgerichtes Franz Dobravsky Anklage erhoben. Die Anklage für Reindl und Stich erstreckte sich auf weitere standrechtliche Verurteilungen in den letzten Kriegstagen, die im Zusammenhang mit den Massakern im Zuchthaus Stein standen.
Reindl wurde zu fünf Jahren, Stich zu acht Jahren und Franz Dobravsky zu zwei Jahren schwerem Kerker verurteilt. Allen dreien wurde das gesamte Vermögen abgenommen.

## Ehrungen der Opfer
Den Opfern der Gruppe Kirchl-Trauttmansdorff wird an verschiedenen Stellen in der Stadt St. Pölten und darüber hinaus gedacht. Neben Ehrungen Einzelner, Otto Kirchl wird etwa auf einer Gedenktafel in der Bundespolizeidirektion Wien mit weiteren ermordeten Polizisten aufgeführt, sind die Straßennamen und das Mahnmal im Hammerpark die offensichtlichsten Erinnerungen.

### Straßenbenennungen
Im Stadtgebiet St. Pölten wurden sieben Straßen nach den Ermordeten benannt. Nach den Straßennamen findet sich der Stadtteil und das Datum des Beschlusses der Benennung.
- Dr.-Kirchl-Gasse, St. Pölten, Provisorischer Gemeindeausschuss (Prov. GA), 8. April 1946
- Dürauergasse, Spratzern, Prov. GA, 8. April 1946
- Felix-Faux-Straße, Stattersdorf, Prov. GA, 8. April 1946
- Gerstlgasse, Stattersdorf, Gemeinderat, 27. Juli 1974
- Heidmeyerstraße, Wagram, Prov. GA, 8. April 1946
- Johann-Klapper-Straße, Stattersdorf, Prov. GA, 8. April 1946
- Josef-Trauttmansdorff-Straße, Pottenbrunn, Gemeinderat, 27. Juli 1974 (lt. Heinz Arnberger, S. 396: "27. Juli 1969" (Sonntag,[7] daher zweifelhaft))

### Gedenkstein und Mahnmal im Hammerpark
Die Gedenkstätte im Hammerpark (Lage: 48° 11′ 49,5″ N, 15° 37′ 50,2″ O) nahe dem Eingangsgebäude der Schießstätte besteht aus einem 1968 errichteten Gedenkstein und dem 1988 erbauten und seit zumindest 2013 unter Denkmalschutz stehenden Mahnmal. Nahe der Gedenkstätte ist eine Infostele des Kultur-Touristischen Leitsystems aufgestellt.
Der Gedenkstein aus Granit enthält die Inschrift „AM 13. APRIL 1945 STARBEN HIER FÜR ÖSTERREICH“ sowie die Namen der 13 verstorbenen Personen.
Kurz nach 1945 war an gleicher Stelle bereits ein einfaches Steinkreuz von der Familie Trauttmansdorff errichtet worden. Im Zuge von Umbau und Renovierung der nur etwa 20 m östlich liegenden, 1903/1906 errichteten Schießstätte Hammerpark der Privilegierten Schützenkompagnie 1540 wurde dieses Kreuz bis etwa Juni 1965 entfernt.
Das Mahnmal wurde von Hans Kupelwieser gestaltet und besteht aus einer oben offenen, begehbaren Stahlhalbkugel mit 4 m Durchmesser. Über der 50 cm schmalen Eingangsöffnung der 2 m hohen Skulptur steht auf der Außenseite das Datum der Hinrichtung. Auf der Innenseite findet sich der Schriftzug „SIE STARBEN HIER FÜR ÖSTERREICH“ und rundum die Namen der 13 zu Tode Gekommenen. Über jedem Namen, in etwa 1,70 m Höhe, läuft eine Bohrung mit etwa 7 cm Durchmesser durch die etwa 2 cm dicke Kugelschale, sodass ein gewisser knapper Ein- bzw. Ausblick gewährt wird. Die Buchstaben sind aus Bronze gefertigt, einige fehlen.

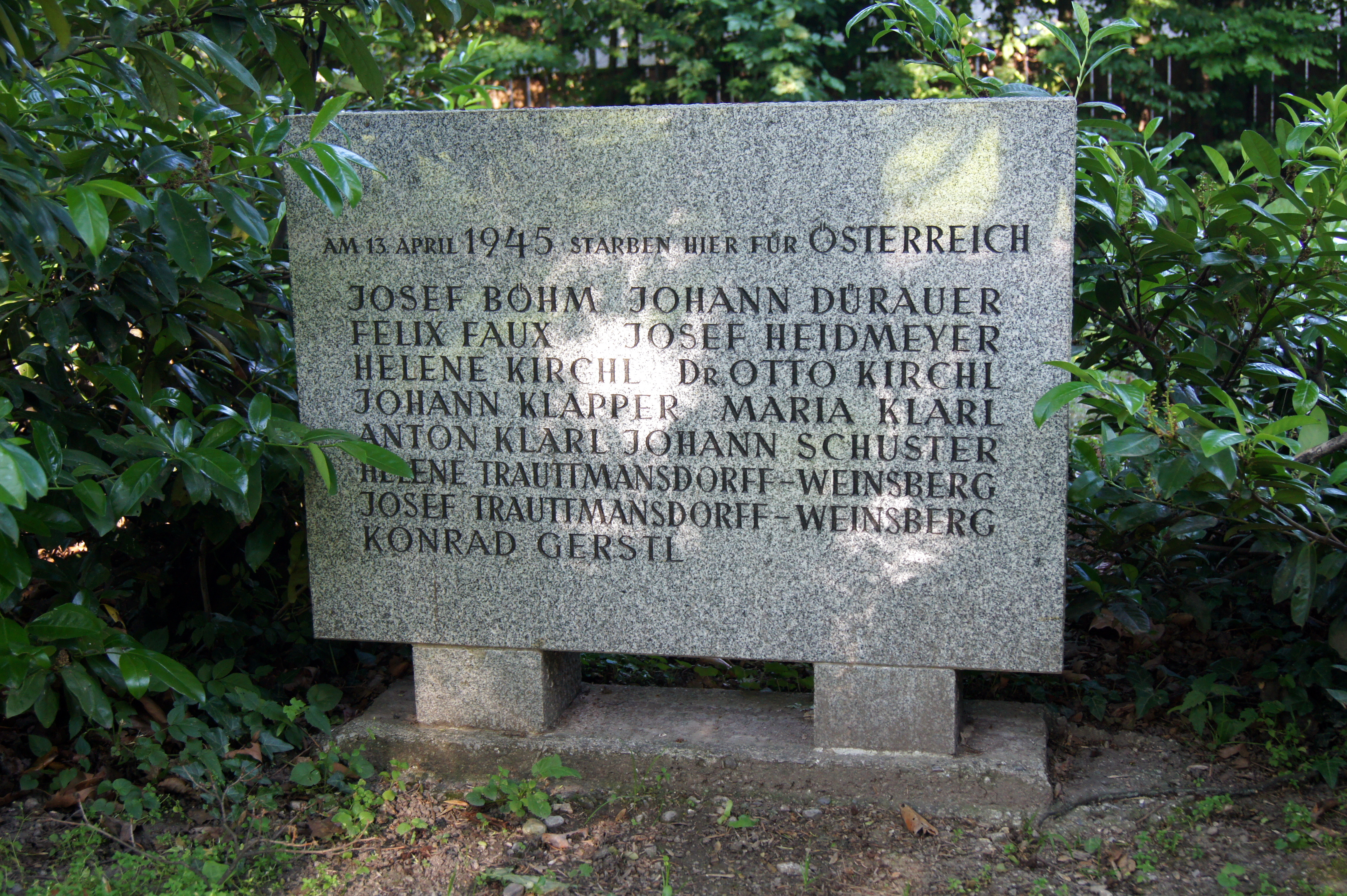
Die Marmortafel aus 1968
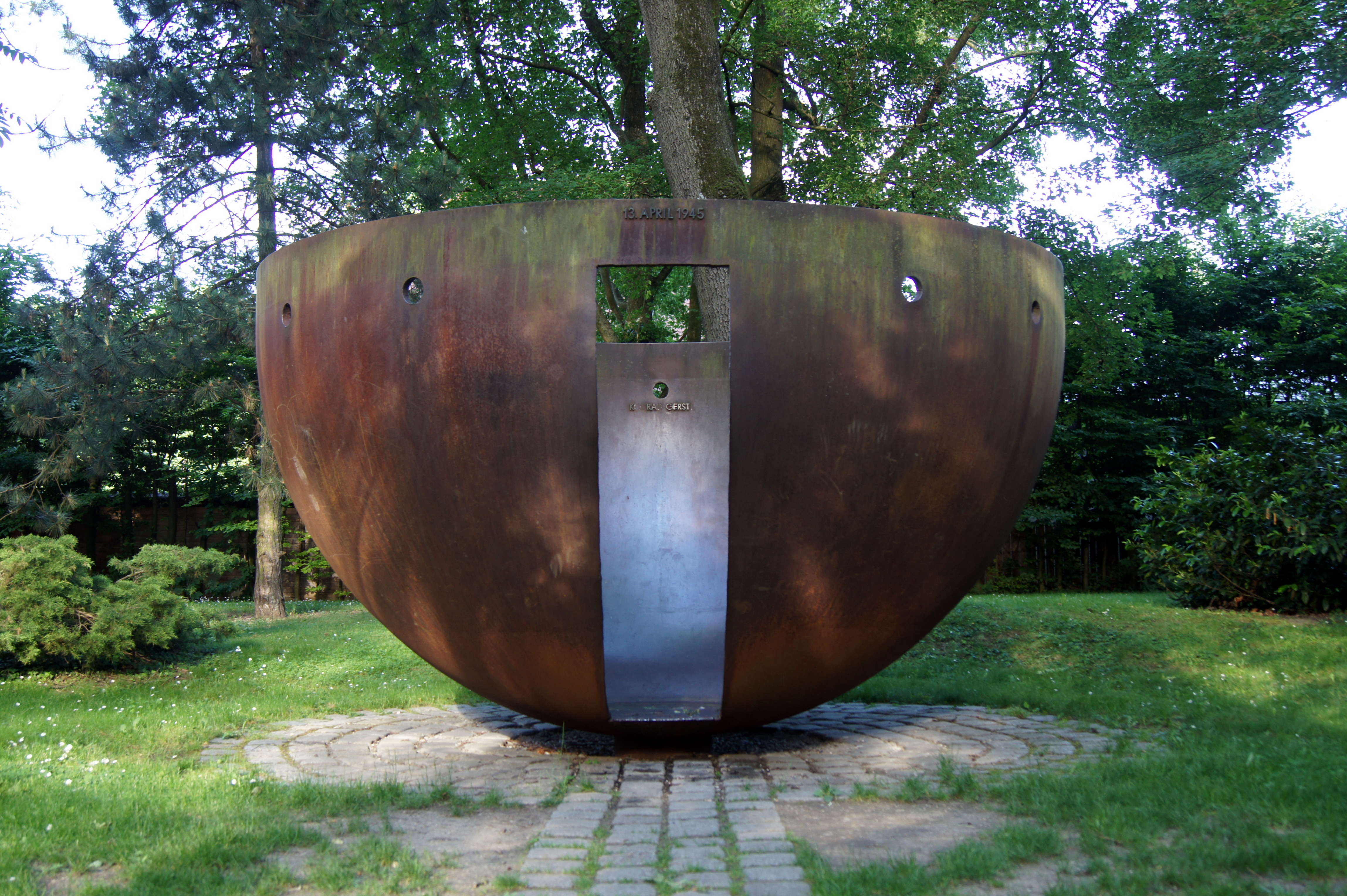
Stahlhalbkugel als Mahnmal aus 1988
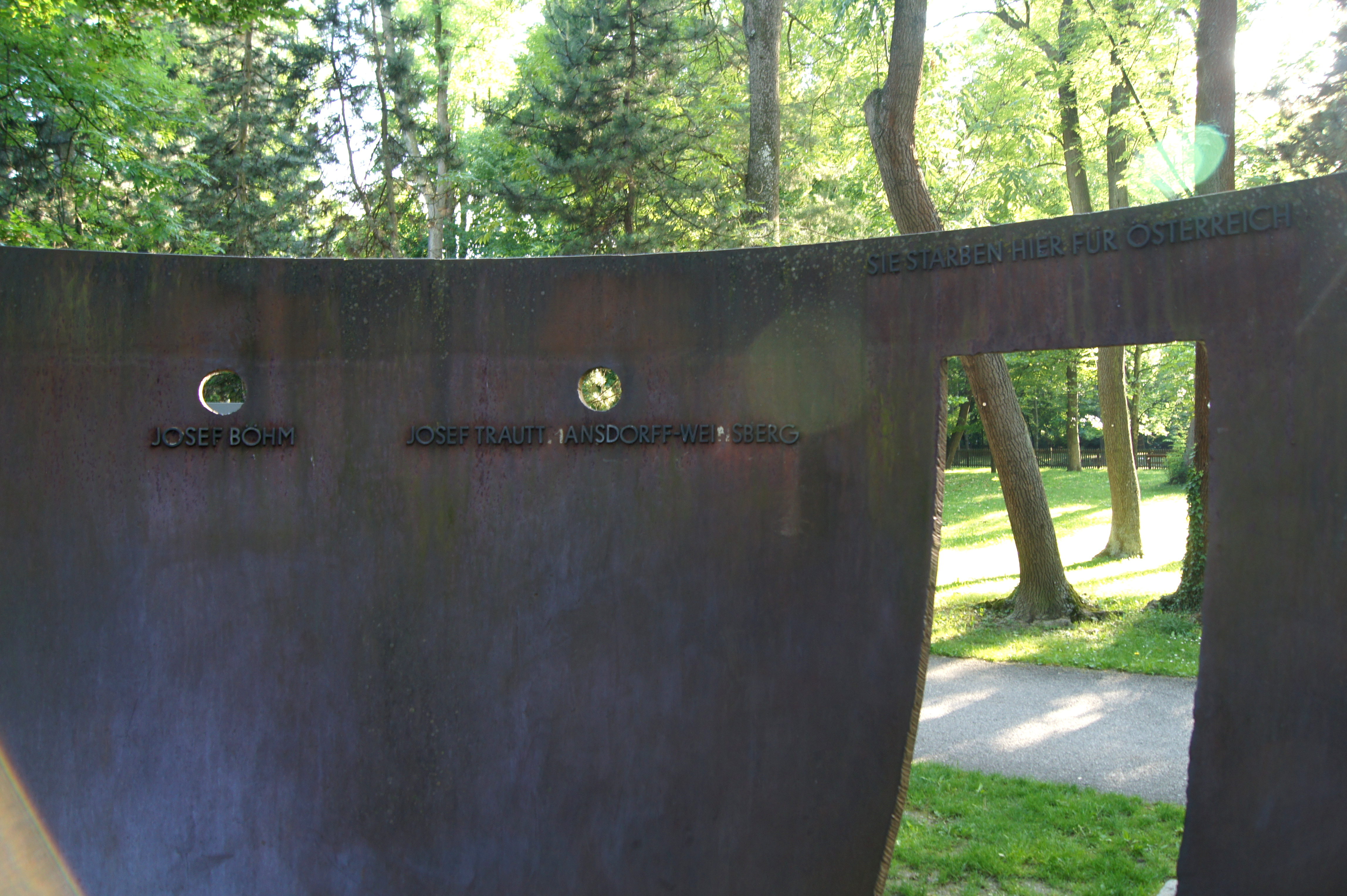
Eingang mit Schriftzug und zwei Löcher mit Namen
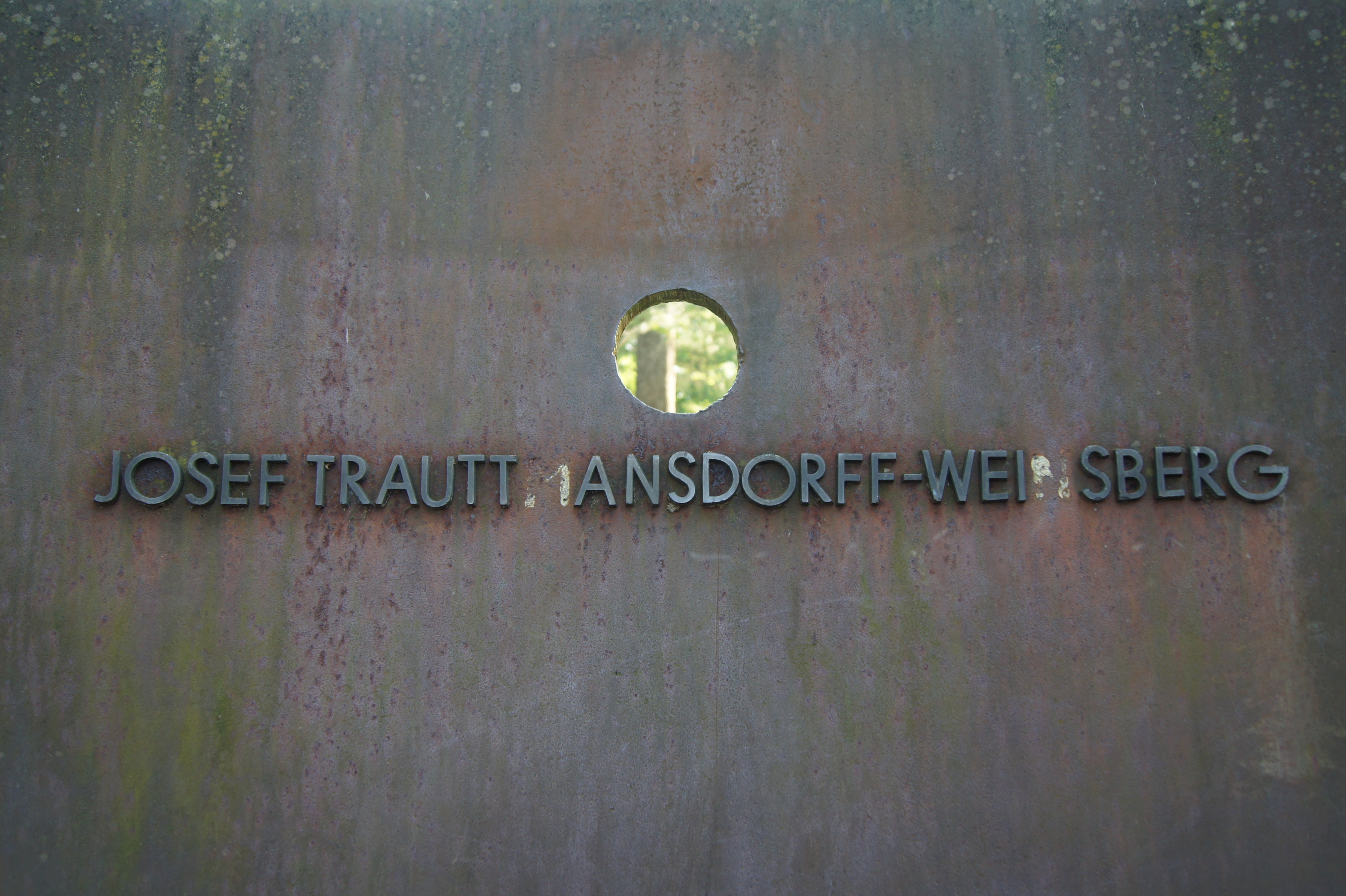
Einer der 13 Opfernamen

### Ehrengrab am Hauptfriedhof
Einige der Opfer wurden nach der Exhumierung, gemeinsam mit anderen Freiheitskämpfern, in einem Ehrengrab am Hauptfriedhof St. Pölten (Lage: 48° 13′ 2,6″ N, 15° 36′ 44,9″ O) beigesetzt. Diese sind:
- Anton Klarl
- Maria Klarl
- Josef Heidmeyer
- Johann Dürauer (gemeinsam mit seiner 1986 verstorbenen Witwe)
- Johann Klapper
- Felix Faux (gemeinsam mit seiner 1997 verstorbenen Witwe)
- Otto Kirchl
- Hedwig Kirchl

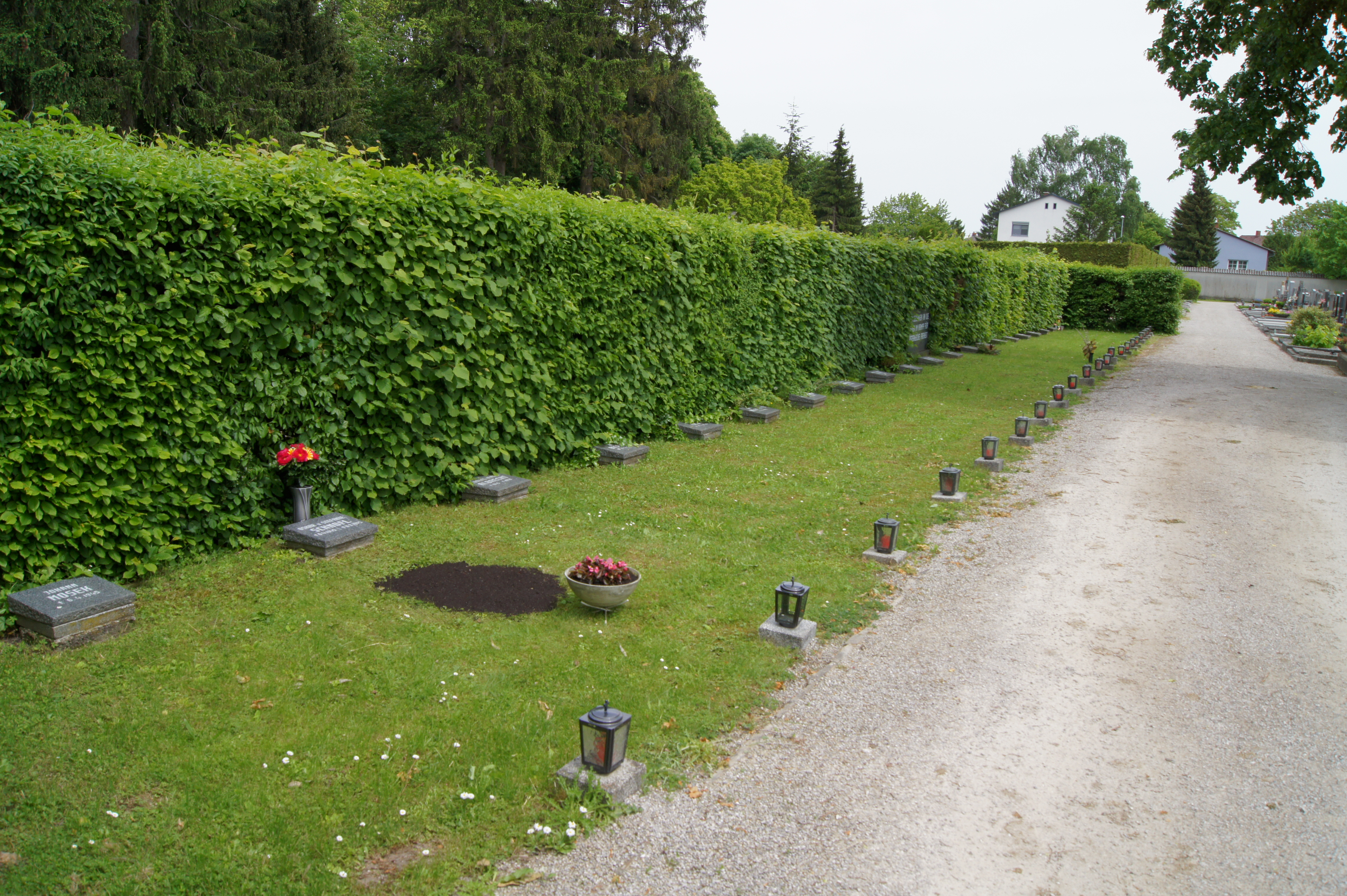
Das Ehrengrab
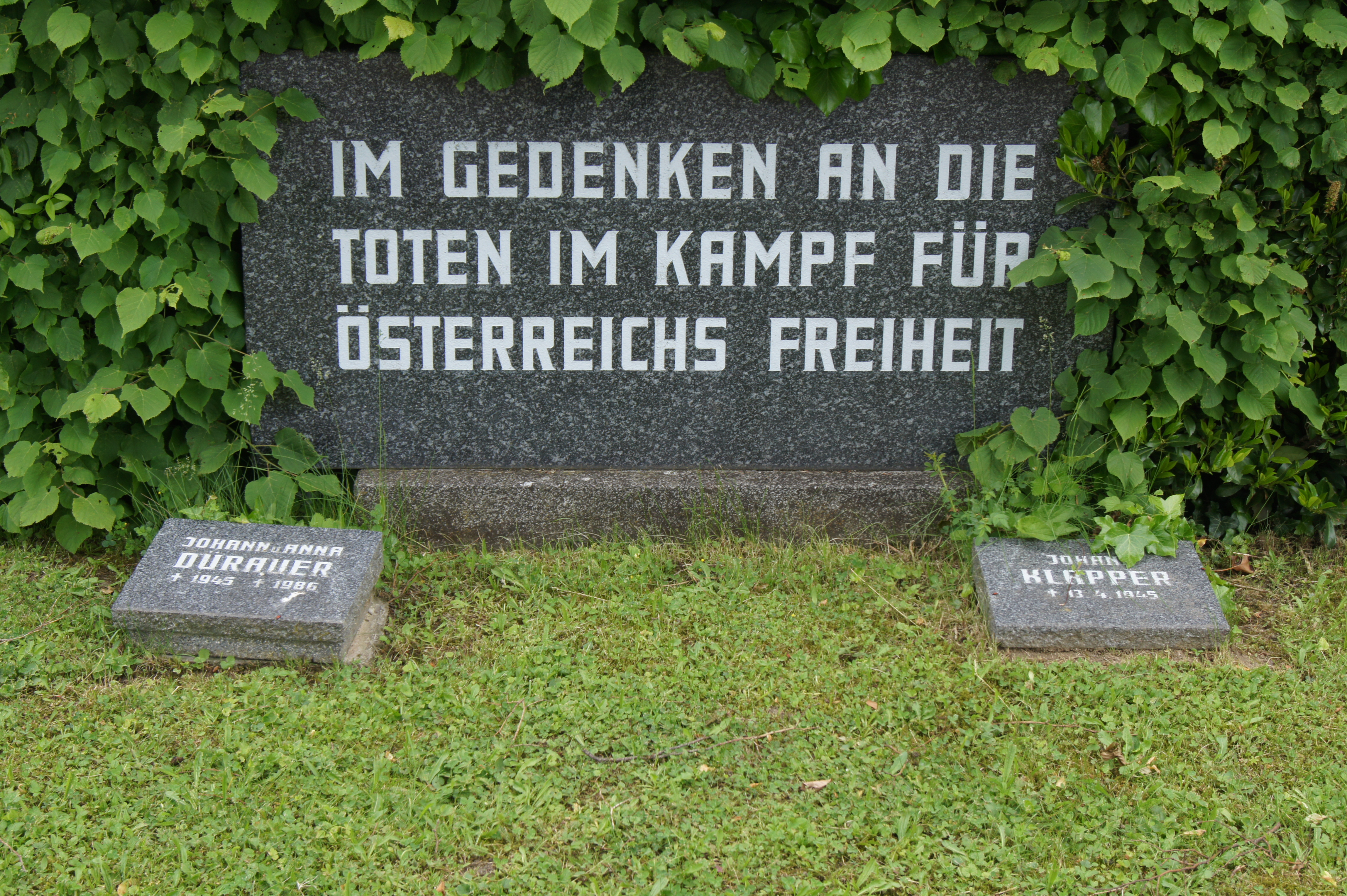
Gedenktafel
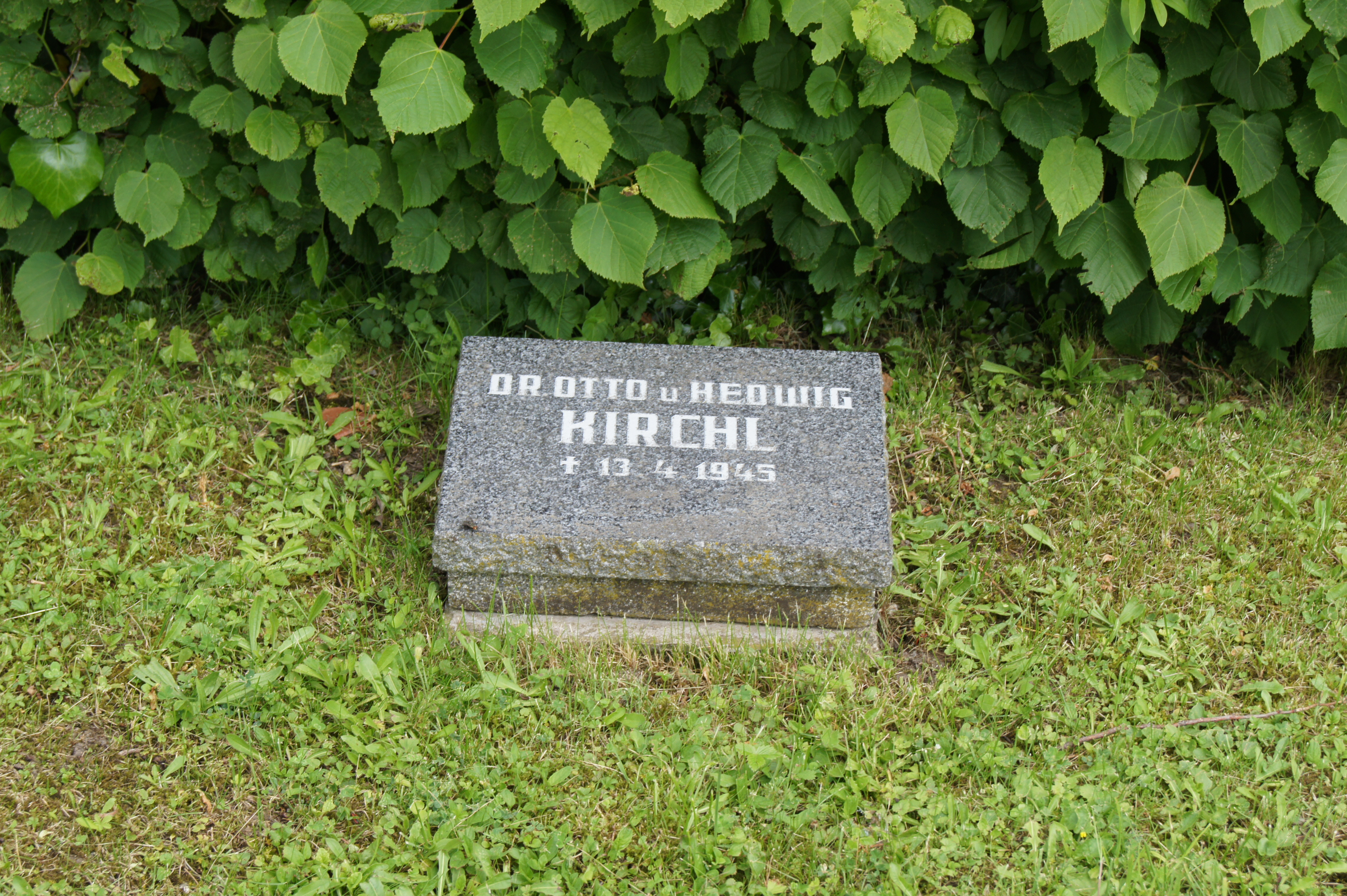
Grabtafel von Otto und Hedwig Kirchl